# Política alimentaria

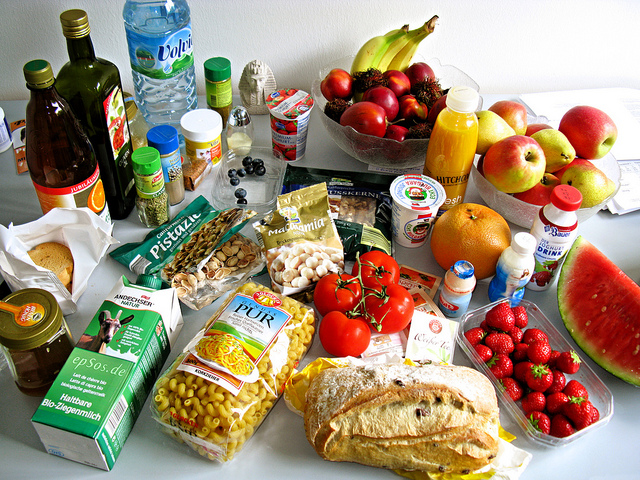
La política alimentaria refiere a las decisiones gubernamentales relacionados con la producción, el control, la inspección y la distribución de alimentos.

Se denomina política alimentaria al conjunto de los aspectos políticos relacionados con la producción, el control, la inspección y la distribución de alimentos. Las políticas alimentarias pueden ser afectadas por disputas étnicas, culturales, médicas y ambientales respecto a los métodos y regulaciones de la agricultura, ganadería y las ventas al por mayor.
Las estrategias de desarrollo y las intervenciones que adoptan las naciones industriales y en desarrollo tienen un impacto en la nutrición. Para que este impacto sea positivo, los países deben decidir qué significa en realidad el «desarrollo». Muy frecuentemente, en el pasado, el desarrollo se asociaba con la industrialización y se medía por la capacidad productiva y resultados materiales de un país. Los indicadores de desarrollo fueron el producto interno bruto (PBI) o los ingresos promedio per cápita. Los economistas han tenido la tendencia a considerar el mejoramiento de la nutrición y la salud como una cuestión de bienestar social. Sin embargo, ahora es claro que el desarrollo económico no beneficia a todos por igual. Los pobres frecuentemente se han pasado por alto, y la mejoría en la calidad de vida de la mayoría de las familias de bajos ingresos en muchos países no se ha mantenido al ritmo del mejoramiento de las cifras económicas nacionales. Antes de empezar las intervenciones se deben examinar el propósito y los beneficiarios esperados del desarrollo económico. Si los planes de desarrollo no incluyen el mejoramiento de la salud y una mejor nutrición para la gente, entonces su valor se debe cuestionar seriamente.
Los proyectos de desarrollo con objetivo nutricional son aquellos que benefician a un gran segmento de la población, ayudan a reducir las desigualdades en la distribución de los ingresos y tienen la posibilidad de mejorar la nutrición, la salud y la calidad de vida de los marginados. Los proyectos que utilizan mano de obra intensiva, con frecuencia son preferibles a los intensivos de capital, y el apoyo a los pequeños agricultores puede ser más útil para la nutrición que la ayuda a las grandes haciendas. Los pequeños agricultores, y especialmente las mujeres agricultoras son las que se encuentran en mayor desventaja y requieren mayor ayuda. También son los que reciben menos ayuda, en términos de servicios de extensión agrícola y acceso al crédito. En muchos países, una ínfima parte del presupuesto nacional se dedica a apoyar la agricultura, que es esencial para el desarrollo social y económico y para el bienestar nutricional.
La política alimentaria debe tener una comercialización lógica, simple y bien organizada, con un mínimo de intermediarios para ayudar a garantizar que el productor logre un justo retorno por su cosecha y que el consumidor pague el menor precio posible por su alimento. Las cooperativas son una forma de mercadeo que pueden beneficiar al productor y al consumidor.

## Normas
Las políticas gubernamentales juegan un papel importante en la producción, seguridad y distribución de alimentos. El gobierno puede regular el almacenamiento apropiado y la preparación de alimentos, y estas regulaciones han sido fuertemente influenciadas por las denuncias públicas debido a casos de intoxicación alimentaria. Como resultado de esto, el control de los alimentos se ha convertido en una tarea del gobierno.

## Tecnología
El uso de determinados avances tecnológicos para aumentar la producción de alimentos se ha convertido en un tema controvertido. El incremento del uso de las técnicas de granjas factoría (término que se refiere al proceso de cría de ganado en confinamiento de alta concentración, donde funciona una granja como una fábrica) ha dado lugar a críticas, sus opositores creen que estos métodos aumentan el riesgo de enfermedades transmitidas por los alimentos y otros riesgos para el suminitro de alimentos, así como la degradación ambiental severa con respecto a los extremos niveles de gases de amoníaco y de gases de efecto invernadero liberados tales como el dióxido de carbono y el metano. Numerosas granjas factorías (alias Operaciones de Alimentación Combinada de Animales o OACA; o feedlots [corrales de engorde]) tienen lagunas de estiércol al aire libre, lo que crea un problema significativo cuando a menudo se filtran hacia las fuentes de agua, enviando toxinas hacia el suministro de agua. 

La introducción de alimentación modificada genéticamente también es tema de controversia, y ha habido muchas críticas acerca de los riesgos de la transferencia de genes y el consumo de alimentos. Por último, hay grupos de activistas que se preocupan sobre el adecuado manejo de los animales, por ejemplo el grupo Personas por el Trato Ético de los Animales.